# Association for the Advancement of Creative Musicians
Association for the Advancement of Creative Musicians (AACM) – organizacja samopomocowa zorganizowana w Chicago w 1965 przez afroamerykańskich muzyków w celu pomocy w rozwijaniu nowych, tworzonych przez Afroamerykanów, wartości muzycznych i kulturowych w rzeczywistości, w której media, firmy nagraniowe, sale koncertowe itd. należały do białych lub nie były zainteresowane progresywnym jazzem.
W ciągu ponad czterdziestu lat muzycy związani z AACM rozwinęli nowe i niezwykle wpływowe idee dotyczące dźwięku, brzmienia, kolektywności, techniki instrumentalnej, instrumentacji, praktyki wykonawczej, związku kompozycji z improwizacją itd. Rozwijali oni działania intermedialne, tworzyli nowe formy muzyczne, oprawę dźwiękową do filmów, komputerowe technologie muzyczne, instrumenty akustyczne, instalacje i ruchome rzeźby.
Oprócz tego kolektyw opracowywał strategie producenckie i promocyjne dla indywidualnych muzyków jak i kolektywów, które ujmował w związkach artystyczno-biznesowych i podważał ograniczenia istniejące z powodów rasowych w całej infrastrukturze związanej z przemysłem rozrywkowym. Celem było osiągnięcie politycznej, społecznej i ekonomicznej wolności, aby każdy członek AACM mógł dowolnie kształtować swoje artystyczne przeznaczenie.
Jednym z bodźców, które doprowadziły do powstania AACM, była walka o prawa obywatelskie. Samopomoc opierała się na trzech filarach: dumy rasowej, pamięci kulturowej (np. tradycji afrykańskich) i odrodzenia duchowego.

## Geneza
Założyciele organizacji wykorzystali wzorce sieci organizacyjnej afroamerykańskich kościołów oraz politycznych i związanych ze sztuką organizacji różnych społeczności. Od Jazz Composers Guild AACM różniła się długością swojego istnienia, trwała bowiem przez 4 dekady, oraz tym, że była to organizacja wyłącznie afroamerykańska.
Głównym jednak źródłem i prekursorką była organizacja „Undeground Musicians Union”, założona w Los Angeles przez puzonistę Horace’a Tapscotta i która zmieniła potem nazwę na „Union of God’s Musicians and Artists Ascencion” (UGMAA). Była ona poświęcona budzeniu świadomości i szacunku dla kultury afroamerykańskiej głównie wśród młodzieży i umożliwieniu jej kreatywnego działania. Zwerbował on absolwentów programu muzycznego znanej „Jefferson High School” do eksperymentalnego zespołu, który otwierał koncerty muzyków zarówno rozpoczynających karierę jak i o już ustalonej renomie. Orkiestra ta występowała również w nietypowych miejscach publicznych: ośrodkach dzielnicowych, parkach publicznych w południowej części centralnego LA. Wsławiła się nawet tym, że grała w czasie zamieszek w Watts starając się je uspokoić. Kilku jej członków zrobiło później karierę, zwłaszcza Sonny Criss, Charles Lloyd i David Murray.
Na początku lat 60. XX w. powstały kręgi eksperymentujących muzyków, takich jak m.in. Leroy Jenkins, Malachi Favors Maghostut, Cecil Taylor, Muhal Richard Abrams, John Coltrane, Albert Ayler, Ornette Coleman, Sun Ra. Ich muzyka była pod nieustannym atakiem krytyków i spotykała się z niechęcią mediów i firm płytowych. Rodziło to naturalne pragnienie stworzenia organizacji samopomocowej.
Największą rolę w powstaniu AACM odegrał Experimental Band, założony w 1962 r. przez Muhala Abramsa, który w ramach zespołu zaczął tworzyć kooperatywne idee – każdy z muzyków mógł zarówno uczyć się nowych pomysłów i technik od innych, oraz mógł przynieść swoją własną kompozycję i usłyszeć jej wykonanie. Każdy był zachęcany do indywidualnego rozwoju. 8 maja 1965 r. w ramach tej grupy powstała organizacja Association for the Advancement of Creative Musicians, której prezesem został Muhal Richard Abrams.

## Działalność
Organizacja rozrosła się bardzo szybko; jej pierwszym zadaniem stało się zorganizowanie występów dla ok. 50 muzyków, spośród których wielu nie występowało jeszcze w ogóle, lub bardzo rzadko. Składka wynosiła 1 dolara tygodniowo i to sponsorowało sobotnie koncerty dla AACM Big Band, który gromadził właśnie tych muzyków i był właściwie poszerzeniem Experimental Band. Wkrótce udało się stworzyć 6 czy 7 mniejszych grup, którym także udało się załatwić występy. Były wśród nich takie zespoły jak Cohran’s Artistic Heritage Ensemble czy hardbopowy kwintet pianisty Jodiego Christiana. Grano w barach, klubach nocnych, kościołach czy salach przykościelnych, na college’ach itd. Muzycy mieli okazję grać we wspomnianym bigbandzie oraz w grupach prowadzonych przez Roscoe Mitchella, Josepha Jarmana i Anthony’ego Braxtona.
Celem AACM było stworzenie organizacji, która wykraczałaby poza tylko poszukiwanie okazji do występów. Miała daleko sięgające ambicje społeczne nakierowane na wytworzenie dumy, jedności czy też poczucia wspólnoty i samokreślenia na południowej stronie Chicago. Chociaż dla muzyków będących bez zatrudnienia głównym celem było uzyskanie pomocy w jego znalezieniu, to przywódcy organizacji określali cele daleko dalsze i wyższe, wręcz holistyczne. W 1966 Abrams powiedział, że ta grupa pragnie „ustanowić przykład wysokich standardów moralnych dla muzyków i zwrócić publiczne wyobrażenie muzyków do poziomu szacunku, który był przekazywany z przeszłych kultur”
Organizacja szybko wykroczyła poza środowisko chicagowskie i rozpoczęła działalność także w Nowym Jorku, a ostatecznie stała się instytucją ogólnonarodową.
W 1968 r. AACM powołało do życia szkołę organizacji. Przyjmowała ona 70 uczniów na 10-tygodniowe kursy, podczas których uczono ich zasad kompozycji, teorii muzyki i technik instrumentalnych. Początkowo kursy odbywały się w różnych wynajętych miejscach. Przyjmowano uczniów w przedziale wiekowym od 6 do 40 lat. Pierwszeństwo mieli młodsi i nie mogący sobie pozwolić na studiowanie w innych szkołach. Szkoła była (i jest) utrzymywana wyłącznie z pieniędzy zebranych na kwestach. Uczniowie nie opłacają czesnego. W latach 70. ze szkoły wyszło kilku znanych muzyków: Mwata Bowden, Douglas Ewart i George Lewis (autor A Power Stronger Than Itself – monografii AACM, i puzonista).

## Wpływy i konflikty
AACM – zapewne dzięki podkreślaniu ducha koopertywności, wspólnotowości a nie indywidualizmu – przetrwała inne podobne organizacje, jak np. Jazz Artists’ Guild i Jazz Composers Guild. Zachęciło to do stworzenia w Saint Louis podobnej instytucji – Black Artists Group (BAG), z którą AACM współpracowała.
Główny konflikt w organizacji przebiegał na granicy tonalności i free jazzu. Muhal Abrams i przywódcy organizacji byli wyznawcami eksperymentów i free jazzu. Na to kładli nacisk, co zmuszało muzyków pragnących grać np. hard bop do kamuflowania się i wykonywania muzyki, której grać nie chcieli.
W 1977 r. Abrams, pragnąc dopuścić do głosu drugie pokolenie działaczy, przeniósł się z Chicago do Nowego Jorku.

## Członkowie
Aktualni członkowie
| - Muhal Richard Abrams - Fred Anderson - Art Ensemble of Chicago - Renee Baker - Harrison Bankhead - Mwata Bowden - Lester Bowie - Anthony Braxton - Billy Brimfield - Jodie Christian - Phil Cohran - Steve Colson - Pete Cosey | - Anthony Davis - Ernest Dawkins - Kahil El’Zabar - Douglas Ewart - Malachi Favors Maghostut - Alvin Fielder - Chico Freeman - Aaron Getsug - Fred Hopkins - Joseph Jarman - Leroy Jenkins - George Lewis - Steve McCall | - Kalaparusha Maurice McIntyre - Nicole Mitchell - Roscoe Mitchell - Famoudou Don Moye - Amina Claudine Myers - Reggie Nicholson - Jeff Parker - Avreeayl Ra - Matana Roberts - Wadada Leo Smith - Isaiah Spencer - Henry Threadgill - Edward Wilkerson |